# Offizin

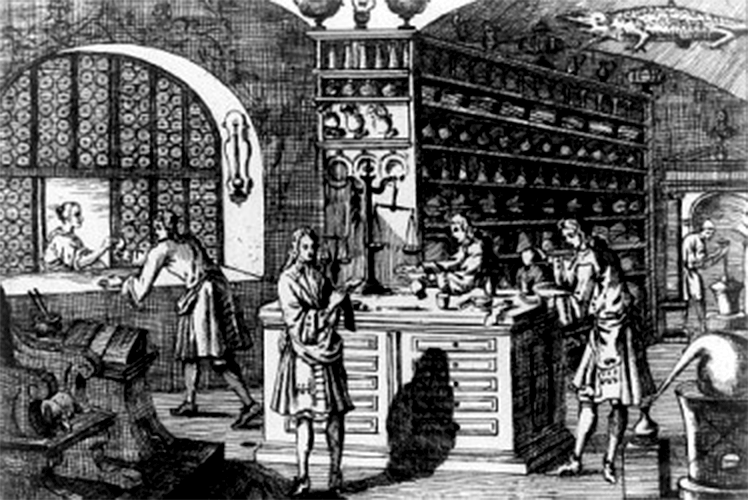
Offizin einer Apotheke in Darmstadt, Ende 17. Jahrhundert: links der Verkauf und die Buchhaltung, in der Mitte die Herstellung und rechts die Alchemie

Als eine Offizin [ɔfiˈt͡siːn] (von lateinisch officina ‚Werkstätte, Arbeitsraum‘, auch ‚Herd, Wirtschaftsgebäude‘) bezeichnete man seit dem späten Mittelalter eine Werkstatt, die hochwertige Waren produzierte und an die ein Verkaufsraum angeschlossen war. Der Begriff wird auf unterschiedliche Weise für Buchdruckereien und für Apotheken bis heute verwendet. In der Numismatik wird eine Münzstätte auch als Offizin bezeichnet.

## Geschichte

Offizin eines Buchdruckers, 16. Jahrhundert: links der Mann mit den Lederballen zum Schwärzen des Druckstocks, in der Mitte der Druckvorgang in der Handpresse; vorne rechts wird der Druck geprüft. Dahinter der Setzer vor seinem hochgestellten Tisch mit den Lettern und der Druckvorlage, in der Hand die Lade für die Zeilen, hinter ihm der Chef der Offizin. Die schwere Druckpresse ist mit Balken und Deckenstützen gesichert.

### Apotheke
Infolge der großen Epidemien des Mittelalters, vor allem der Pest um 1350, wurden die fahrenden Arzneimittelhändler in den Städten ansässig und verfügten zunehmend über eine officina. Obwohl sich im Laufe der Jahrhunderte bis heute die Produktion der Heilmittel ins externe Labor verlagerte, behielt die Apotheke ihre Offizin als ihren Verkaufsraum, der nach § 4 der Apothekenbetriebsordnung in Deutschland einen Zugang zu öffentlichen Verkehrsflächen haben und so eingerichtet sein muss, dass die Vertraulichkeit der Beratung gewahrt werden kann. Seit einigen Jahren existiert der Weiterbildungsberuf des Fachapothekers für Allgemeinpharmazie, der das Tätigkeitsfeld des in der Offizin-Apotheke Arbeitenden näher definiert.
Hergeleitet aus der Apotheken-Offizin wurde das Adjektiv officinalis ‚offizinell‘ zum Bestandteil vieler botanischer Namen in der zusammengesetzten Bedeutung von Arznei- oder Heilpflanzen, etwa Valeriana officinalis, das ist Echter Arznei-Baldrian oder Salvia officinalis, der Echte Salbei beziehungsweise Heilsalbei.

### Druckwerkstatt
Ab Mitte des 15. Jahrhunderts betrieben auch die Buchdrucker der Wiegendruckzeit eine officina oder eine officin, denn die Drucker waren nicht nur die Besitzer einer Druckwerkstatt, sondern zugleich auch Verleger und Buchhändler. Mit zunehmender Spezialisierung von Autorschaft, Verlag, Herstellung und Vertrieb von Büchern verschwand der Begriff zusammen mit dem von ihm bezeichneten Ort. Er findet heute vor allem in der Literatur zur Geschichte des Buchdrucks seine Verwendung.
Gleichwohl führen bis in die Gegenwart zuweilen Verlage oder Druckereien das Wort im Firmennamen. Bekannte Beispiele sind die Leipziger Offizin Drugulin, die seit ihrer Enteignung 1953 unter dem Namen Offizin Andersen Nexö Leipzig firmierte (Insolvenz 2015), die Officina Serpentis, die Officina Bodoni oder die seit 1808 bestehende Offizin Scheufele in Stuttgart. Auch Gießereien für Zinnfiguren firmieren gelegentlich in Anlehnung an den Guss der Lettern im Buchdruck als Offizin.

### Münzstätte

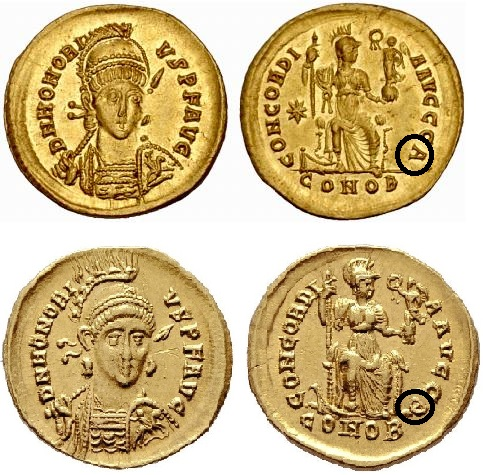
Zwei Solidi des römischen Kaisers Honorius (393 bis 423) geprägt in Konstantinopel in unterschiedlichen Offizinen (Alpha = 1. Offizin und Theta = 9. Offizin)

In der Numismatik wird der Begriff Offizin auch als Synonym für eine (antike) Münzstätte verwendet. Speziell wenn es in einer Stadt mehrere Münzstätten gab, wird der Begriff Offizin verwendet. Diese Offizinen versahen ihre Münzen meist mit einem Offizin-Zeichen, z. B. bei Prägungen des Solidus in Konstantinopel mit Buchstaben des griechischen Alphabets, so dass man sofort sehen konnte, wer für die Prägung verantwortlich war. Damit wurde der Gefahr von Betrügereien in den Offizinen begegnet, etwa der unrechtmäßigen Verminderung von Gewicht oder Feingehalt.

### Zinngießerei
Auch für die Zinngießerei hat sich der Begriff Offizin eingebürgert.